# 馬爾棟山
47°16′30″N 10°40′13″E / 47.27500°N 10.67028°E

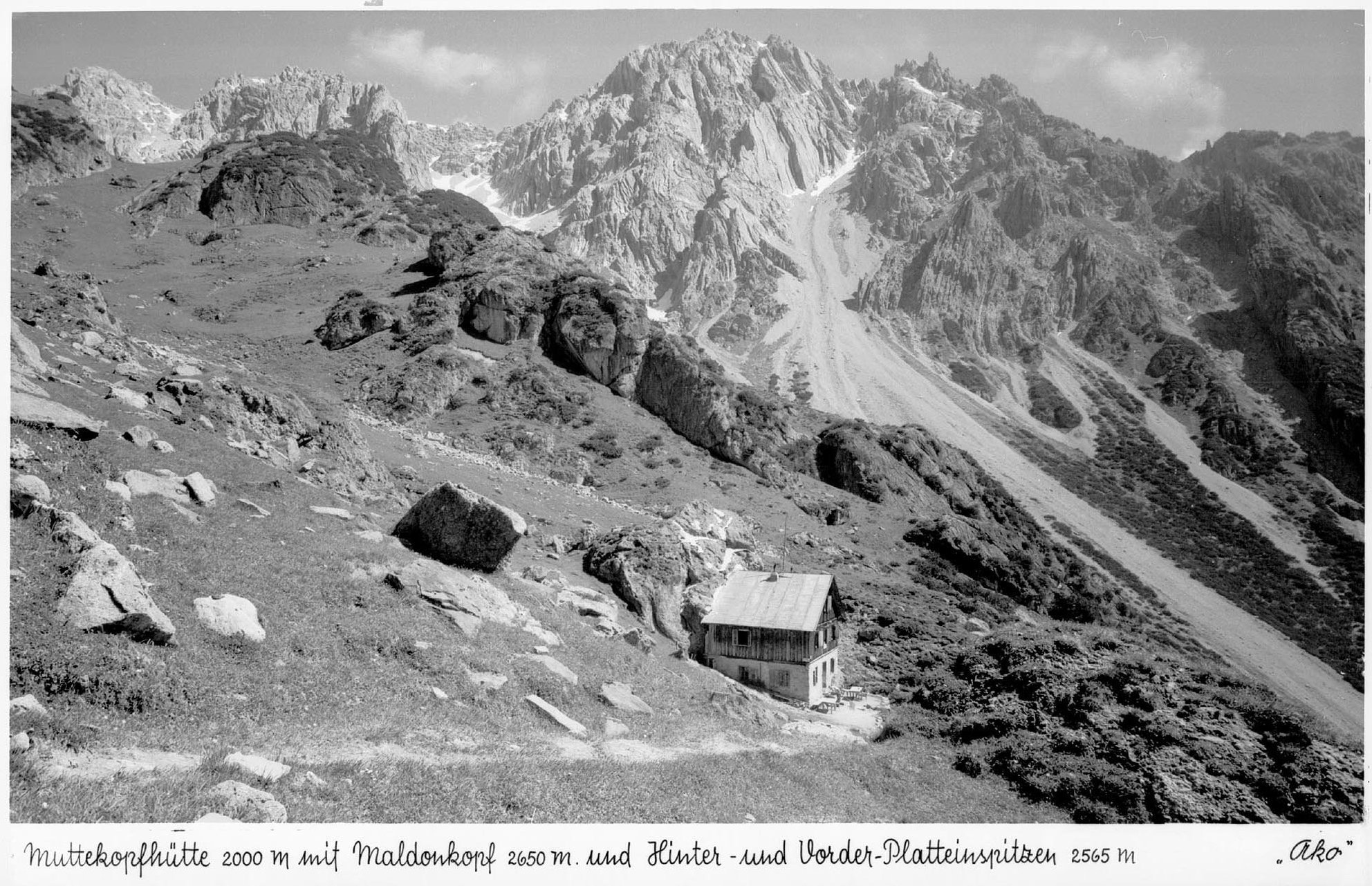

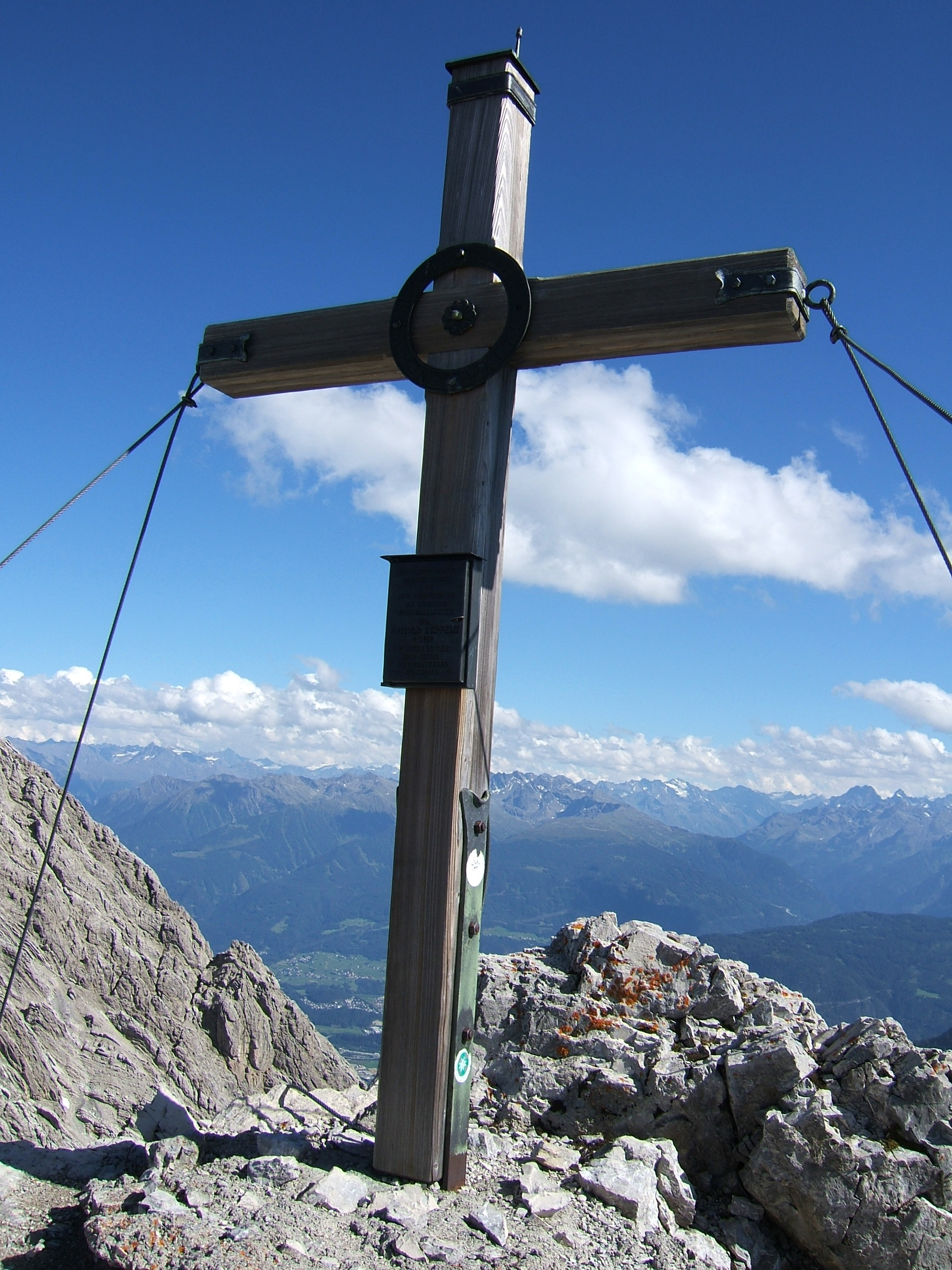

馬爾棟山（德語：Maldonkopf），是奧地利的山峰，位於該國西部，由蒂羅爾州負責管轄，屬於萊希塔爾阿爾卑斯山脈的一部分，處於伊姆斯特西北面，海拔高度2,632米。